# چارا
میوا واتابیکی (Miwa Watabiki (綿引美和)، زادهٔ ۱۳ ژانویهٔ ۱۹۶۸ میلادی) که بیشتر با نام هنری چارا (انگلیسی: Chara) شناخته می‌شود، یک هنرپیشه، خواننده، و ترانه سرا، مجری تلویزیون و موسیقی‌دان اهل ژاپن است. وی از سال ۱۹۹۰ میلادی تاکنون مشغول فعالیت بوده‌است.
همسر: تادانابو آسانو (ازدواج ۱۹۹۵ م.– جدایی ۲۰۰۹ م.)

## آلبوم‌ها
- Sweet (1991)
- Soul Kiss (1992)
- Violet Blue (1993)
- Happy Toy (1994)
- Montage (1996)
- Junior Sweet (1997)
- Strange Fruits (1999)
- Madrigal (2001)
- Yoake Mae (2003)
- A Scenery Like Me (2004)
- Something Blue (2005)
- Union (2007)
- Honey (2008)
- Carol (2009)
- Dark Candy (2011)
- Cocoon (2012)
- Jewel (2013)
- Secret Garden (2015)